# Sebastian Koto Khoarai
Sebastian Koto Khoarai (Koaling, 11 settembre 1929 – Mazenod, 17 aprile 2021) è stato un cardinale e vescovo cattolico lesothiano.

## Biografia
Sebastian Koto Khoarai è nato l'11 settembre 1929 a Koaling, diocesi di Leribe, nell'allora colonia britannica del Basutoland (oggi Regno del Lesotho).
Entrato nei Missionari oblati di Maria Immacolata, è stato ammesso al noviziato il 5 gennaio 1950 ed ha emesso la professione solenne il 6 gennaio 1951. Ha ricevuto l'ordinazione sacerdotale il 21 dicembre 1956, all'età di ventisette anni.

### Ministero episcopale
Il 10 novembre 1977, con la bolla Ut fert creditum, papa Paolo VI ha eretto la diocesi di Mohale's Hoek scorporandone il territorio dall'arcidiocesi di Maseru; contestualmente lo ha nominato, quarantottenne, 1º vescovo della nuova sede. Ha ricevuto la consacrazione episcopale il 2 aprile 1978, presso la cattedrale di San Patrizio a Mohale's Hoek, per imposizione delle mani di Alfonso Liguori Morapeli, O.M.I., arcivescovo metropolita di Maseru, assistito dai co-consacranti Joseph Patrick Fitzgerald, O.M.I., arcivescovo-vescovo di Johannesburg, e Paul Khoarai, vescovo di Leribe; ha preso possesso della diocesi durante la stessa cerimonia. Come suo motto episcopale il neo vescovo Koto Khoarai ha scelto In matrem semper habebunt.
Nel 1982 è stato eletto presidente della Conferenza dei Vescovi Cattolici del Lesotho, succedendo a monsignor Morapeli; ha terminato il mandato di un quinquennio nel 1987, quando gli è succeduto monsignor Paul Khoarai.
Il 16 aprile 1996 si è recato, assieme agli altri membri dell'episcopato lesothiano, in visita ad limina apostolorum in Vaticano, discutendo con il Pontefice della situazione e dei problemi relativi alla sua diocesi; ha compiuto una seconda visita il 6 giugno 2005.
L'11 febbraio 2014 papa Francesco ha accettato la sua rinuncia dal governo pastorale della diocesi di Mohale's Hoek dopo ben trentasei anni per raggiunti limiti d'età, ai sensi del can. 401 § 1 del Codice di diritto canonico, divenendone vescovo emerito alla straordinaria età di ottantaquattro anni; gli è succeduto il quarantasettenne John Joale Tlhomola, S.C.P., fino ad allora direttore generale dell'Istituto secolare Servi di Cristo Sacerdote.

### Cardinalato
Il 9 ottobre 2016, durante l'Angelus domenicale, papa Francesco ha annunciato la sua creazione a cardinale nel concistoro del 19 novembre seguente; primo lesothiano a ricevere la porpora cardinalizia, avendo già ottantasette anni al momento dell'annuncio, non ha il diritto di entrare in conclave e di essere membro dei dicasteri della Curia romana, in conformità all'art. II § 1-2 del motu proprio Ingravescentem Aetatem, pubblicato da papa Paolo VI il 21 novembre 1970.
A causa del suo stato di salute non ha potuto prendere parte alla cerimonia, svoltasi alle ore 11:00 presso la Basilica di San Pietro in Vaticano, ricevendo comunque il titolo presbiterale di San Leonardo da Porto Maurizio ad Acilia, istituito durante lo stesso concistoro.
Il 21 gennaio 2017 ha ricevuto in Lesotho da Peter Bryan Wells, arcivescovo titolare di Marcianopoli e nunzio apostolico in Lesotho, la berretta cardinalizia, l'anello ed il titolo, che gli sono stati conferiti durante la stessa cerimonia dal cardinale Wilfrid Fox Napier, arcivescovo metropolita di Durban.
È morto presso la Lebreton House di Mazenod, una residenza per religiosi anziani e malati dei Padri oblati, il 17 aprile 2021 all'età di novantuno anni. In seguito ai solenni funerali presieduti il 4 maggio dal nunzio apostolico Peter Bryan Wells presso la cattedrale di San Patrizio, è stato sepolto all'interno della cattedrale stessa.

## Genealogia episcopale e successione apostolica
La genealogia episcopale è:
- Cardinale Scipione Rebiba
- Cardinale Giulio Antonio Santori
- Cardinale Girolamo Bernerio, O.P.
- Arcivescovo Galeazzo Sanvitale
- Cardinale Ludovico Ludovisi
- Cardinale Luigi Caetani
- Cardinale Ulderico Carpegna
- Cardinale Paluzzo Paluzzi Altieri degli Albertoni
- Papa Benedetto XIII
- Papa Benedetto XIV
- Papa Clemente XIII
- Cardinale Marcantonio Colonna
- Cardinale Giacinto Sigismondo Gerdil, B.
- Cardinale Giulio Maria della Somaglia
- Cardinale Carlo Odescalchi, S.I.
- Cardinale Costantino Patrizi Naro
- Cardinale Serafino Vannutelli
- Cardinale Domenico Serafini, Cong.Subl. O.S.B.
- Cardinale Pietro Fumasoni Biondi
- Arcivescovo Martin Lucas, S.V.D.
- Cardinale Owen McCann
- Arcivescovo Alfonso Liguori Morapeli, O.M.I.
- Cardinale Sebastian Koto Khoarai, O.M.I.

La successione apostolica è:
- Vescovo John Joale Tlhomola, S.C.P. (2014)